# Nilima Ibrahim
Nilima Ibrahim (11 de outubro de 1921 - 18 de junho de 2002) foi uma educadora, literária e assistente social de Bangladesh. Ela é bem conhecida por sua bolsa de estudos em literatura bengali, mas ainda mais por sua descrição de mulheres estupradas e torturadas na Guerra de Libertação de Bangladesh em 1971 em seu livro Ami Birangana Bolchi. Ela foi premiada com o Prêmio Literário da Academia Bangla em 1969, Begum Rokeya Padak (1996) e Ekushey Padak em 2000 pelo governo de Bangladesh por suas contribuições para a literatura Bangla.

## Primeiros anos
Ibrahim nasceu em 11 de janeiro de 1921 em Bagerhat, Khulna, filha de Zamindar Prafulla Roy Chowdhury e Kusum Kumari Devi. Ibrahim foi aprovada no exame final da escola e nos exames de admissão da Khulna Coronation Girls 'School em 1937 e da Victoria Institution em Calcutá em 1939. Mais tarde, ela obteve o diploma de bacharel em artes e ensino pelo Scottish Church College, que foi seguido por um mestrado em literatura bengali na Universidade de Calcutá em 1943. Ela também obteria um doutorado em literatura bengali pela Universidade de Dhaka em 1959.

## Carreira
Ibrahim era um acadêmico de carreira. Ela lecionou respectivamente na Khulna Coronation Girls 'School, Loreto House, Victoria Institution e, finalmente, na Universidade de Dhaka, onde foi nomeada conferencista em 1956 e professora de bengali em 1972. Ela também serviu como presidente da Academia Bangla e como vice-presidente da Zona da Ásia do Sul da Federação Mundial das Mulheres.
Em 1972, após a Guerra de Libertação de Bangladesh, Ibrahim trabalhou em centros criados para reabilitar mulheres que haviam sido estupradas durante o conflito. Essas mulheres receberam o título de Birangona (heroína de guerra) pelo governo de Bangladesh, mas isso não as impediu de serem estigmatizadas. Chocada com relatos de jornais de que algumas vítimas de violência sexual preferiram ser enviadas para campos de prisioneiros de guerra na Índia com seus estupradores paquistaneses, em vez de suportar a rejeição familiar e o desprezo social em Bangladesh, Ibrahim foi levada a entrevistá-los.
Ela publicou uma coleção de sete dessas narrativas em primeira pessoa em seus dois volumes Ami Birangona Bolchi (As vozes das heroínas de guerra) em 1994 e 1995. A antropóloga social Nayanika Mookherjee escreve que, "O texto sugere que ... 'normas islâmicas retrógradas e tradicionais' causam a rejeição de mulheres estupradas e contribuem para seu trauma". O acadêmico de Bangladesh Firdous Azim descreve o livro como "inovador" e" uma parte integrante de uma historicização feminista da guerra de libertação em Bangladesh".